# Pro Victoria Pallavolo 2024-2025
Questa voce raccoglie le informazioni riguardanti la Pro Victoria Pallavolo nelle competizioni ufficiali della stagione 2024-2025.

## Stagione
Nella stagione 2024-25 la Pro Victoria Pallavolo assume la denominazione sponsorizzata di Numia Vero Volley Milano.
Il raggiungimento della finale di Coppa Italia 2023-24 consente al club di Monza di partecipare alla Supercoppa italiana, dove viene battuta dall'Imoco.
Partecipa per la nona volta alla Serie A1; chiude la regular season di campionato al secondo posto in classifica, qualificandosi per i play-off scudetto: raggiunge la finale scudetto, sconfitta nella serie dall'Imoco.
Grazie al terzo posto al termine del girone di andata di campionato, la Pro Victoria si qualifica per la Coppa Italia: perde la finale contro l'Imoco.
Il secondo posto nella Champions League 2023-24 qualifica la Pro Victoria al campionato mondiale per club: passata la fase a gironi grazie al secondo posto nel proprio raggruppamento, viene sconfitta in semifinale dall'Imoco ma vince poi la finale per il terzo posto contro il Praia Clube.
I risultati ottenuti nella stagione precedente permettono l'accesso alla Champions League: passata la fase a gironi al secondo posto nel proprio raggruppamento, ha la meglio nei play-off e nei quarti di finale, grazie a un doppio 3-0, rispettivamente sullo Schweriner e sul Developres Rzeszów; dopo la gara persa in semifinale contro l'Imoco, conquista il terzo posto finale a seguito del successo sul VakıfBank.

## Organigramma societario
Area direttiva
- Presidente: Carlo Rigaldo

Area tecnica
- Allenatore: Stefano Lavarini
- Allenatore in seconda: Luca Bucaioni
- Assistente allenatore: Andrea Mafrici

## Rosa
| N° | Nome                    | Ruolo | Data di nascita   | Nazionalità sportiva |
| -- | ----------------------- | ----- | ----------------- | -------------------- |
| 1  | Héléna Cazaute          | S     | 17 dicembre 1997  | Francia              |
| 2  | Juliette Gelin          | L     | 2 novembre 2001   | Francia              |
| 3  | Ludovica Guidi          | C     | 17 dicembre 1992  | Italia               |
| 4  | Radostina Marinova      | O     | 2 ottobre 1998    | Bulgaria             |
| 5  | Laura Heyrman           | C     | 17 maggio 1993    | Belgio               |
| 6  | Anastasia Guerra        | S     | 15 ottobre 1996   | Italia               |
| 7  | Elena Pietrini          | S     | 17 marzo 2000     | Italia               |
| 8  | Alessia Orro            | P     | 18 luglio 1998    | Italia               |
| 11 | Anna Danesi             | C     | 20 aprile 1996    | Italia               |
| 12 | Lamprinī Kōnstantinidou | P     | 16 settembre 1996 | Grecia               |
| 13 | Satomi Fukudome         | L     | 23 novembre 1997  | Giappone             |
| 14 | Hena Kurtagić           | C     | 27 agosto 2004    | Serbia               |
| 15 | Anna Smrek              | O     | 11 ottobre 2003   | Canada               |
| 17 | Myriam Sylla            | S     | 8 gennaio 1995    | Italia               |
| 18 | Paola Egonu             | O     | 18 dicembre 1998  | Italia               |
| 19 | Nika Daalderop          | S     | 29 novembre 1998  | Paesi Bassi          |

## Mercato
| Acquisti                               | Acquisti                | Acquisti               | Acquisti   |
| R.                                     | Nome                    | da                     | Modalità   |
| -------------------------------------- | ----------------------- | ---------------------- | ---------- |
| C                                      | Anna Danesi             | AGIL                   | definitivo |
| L                                      | Satomi Fukudome         | Denso Airybees         | definitivo |
| L                                      | Juliette Gelin          | Levallois Paris        | definitivo |
| S                                      | Anastasia Guerra        | Muratpaşa Sigorta Shop | definitivo |
| C                                      | Ludovica Guidi          | AGIL                   | definitivo |
| P                                      | Lamprinī Kōnstantinidou | AEK Atene              | definitivo |
| C                                      | Hena Kurtagić           | Neptunes de Nantes     | definitivo |
| O                                      | Radostina Marinova      | RC Cannes              | definitivo |
| S                                      | Elena Pietrini          | Dinamo-Ak Bars         | definitivo |
| Trasferimenti nel corso della stagione |                         |                        |            |
| O                                      | Anna Smrek              | Wisconsin              | definitivo |

| Cessioni                               | Cessioni           | Cessioni              | Cessioni   |
| R.                                     | Nome               | a                     | Modalità   |
| -------------------------------------- | ------------------ | --------------------- | ---------- |
| C                                      | Sonia Candi        | Megavolley            | definitivo |
| L                                      | Brenda Castillo    | Savino Del Bene       | definitivo |
| C                                      | Raphaela Folie     | LOVB Houston          | definitivo |
| S                                      | Adhuoljok Malual   | Firenze               | definitivo |
| P                                      | Vittoria Prandi    | Trentino              | definitivo |
| L                                      | Teodora Pušić      | Partizan              | definitivo |
| C                                      | Dana Rettke        | Eczacıbaşı            | definitivo |
| Trasferimenti nel corso della stagione |                    |                       |            |
| O                                      | Radostina Marinova | Jakarta Livin Mandiri | definitivo |
| S                                      | Anastasia Guerra   | Sarıyer               | definitivo |

## Risultati

### Serie A1

#### Girone di andata
| 1ª giornata - 6 ottobre 2024 Palazzetto dello Sport, Villafranca Piemonte | Pinerolo             | 1 - 3 | Pro Victoria | 40-38, 20-25, 21-25, 20-25        |
| 2ª giornata - 12 ottobre 2024 Palalido, Milano                            | Pro Victoria         | 3 - 0 | Roma Club    | 25-19, 25-18, 25-15               |
| 3ª giornata - 20 ottobre 2024 Palalido, Milano                            | Pro Victoria         | 2 - 3 | AGIL         | 21-25, 32-30, 22-25, 31-29, 12-15 |
| 4ª giornata - 27 ottobre 2024 PalaCastagnaretta, Cuneo                    | Cuneo Granda         | 2 - 3 | Pro Victoria | 25-23, 13-25, 18-25, 25-21, 12-15 |
| 5ª giornata - 30 ottobre 2024 Arena di Monza, Monza                       | Pro Victoria         | 3 - 2 | Firenze      | 25-16, 23-25, 21-25, 25-20, 15-13 |
| 6ª giornata - 2 novembre 2024 PalaEvangelisti, Perugia                    | Black Angels Perugia | 1 - 3 | Pro Victoria | 21-25, 19-25, 25-22, 17-25        |
| 7ª giornata - 10 novembre 2024 Palalido, Milano                           | Pro Victoria         | 3 - 2 | UYBA         | 25-18, 18-25, 25-20, 18-25, 15-10 |
| 8ª giornata - 17 novembre 2024 Palazzetto dello Sport, Latisana           | Talmassons           | 1 - 3 | Pro Victoria | 25-22, 21-25, 30-32, 23-25        |
| 9ª giornata - 22 novembre 2024 Forum di Milano, Assago                    | Pro Victoria         | 0 - 3 | Imoco        | 20-25, 18-25, 15-25               |
| 10ª giornata - 1º dicembre 2024 PalaFacchetti, Treviglio                  | Bergamo 1991         | 1 - 3 | Pro Victoria | 20-25, 21-25, 25-22, 22-25        |
| 11ª giornata - 4 dicembre 2024 Arena di Monza, Monza                      | Pro Victoria         | 3 - 2 | Megavolley   | 30-28, 19-25, 24-26, 25-20, 15-9  |
| 12ª giornata - 8 dicembre 2024 PalaWanny, Firenze                         | Savino Del Bene      | 3 - 2 | Pro Victoria | 20-25, 25-21, 22-25, 25-20, 15-12 |
| 13ª giornata - 16 ottobre 2024 Arena di Monza, Monza                      | Pro Victoria         | 3 - 1 | Chieri '76   | 25-20, 26-24, 25-27, 25-14        |

#### Girone di ritorno
| 14ª giornata - 29 gennaio 2025 Palalido, Milano              | Pro Victoria | 3 - 1 | Pinerolo             | 24-26, 25-20, 25-19, 25-17        |
| 15ª giornata - 26 dicembre 2024 Palazzetto dello Sport, Roma | Roma Club    | 0 - 3 | Pro Victoria         | 21-25, 23-25, 23-25               |
| 16ª giornata - 5 gennaio 2025 PalaTerdoppio, Novara          | AGIL         | 3 - 2 | Pro Victoria         | 19-25, 25-14, 25-23, 23-25, 15-12 |
| 17ª giornata - 11 gennaio 2025 Palalido, Milano              | Pro Victoria | 3 - 0 | Cuneo Granda         | 25-15, 25-23, 25-22               |
| 18ª giornata - 15 gennaio 2025 PalaWanny, Firenze            | Firenze      | 1 - 3 | Pro Victoria         | 20-25, 25-22, 17-25, 21-25        |
| 19ª giornata - 18 gennaio 2025 Palalido, Milano              | Pro Victoria | 3 - 0 | Black Angels Perugia | 25-16, 25-15, 25-16               |
| 20ª giornata - 26 gennaio 2025 PalaPiantanida, Busto Arsizio | UYBA         | 0 - 3 | Pro Victoria         | 22-25, 23-25, 16-25               |
| 21ª giornata - 1º febbraio 2025 Arena di Monza, Monza        | Pro Victoria | 3 - 0 | Talmassons           | 25-19, 25-15, 25-10               |
| 22ª giornata - 12 febbraio 2025 PalaVerde, Villorba          | Imoco        | 3 - 0 | Pro Victoria         | 25-17, 25-21, 25-16               |
| 23ª giornata - 16 febbraio 2025 Palalido, Milano             | Pro Victoria | 3 - 0 | Bergamo 1991         | 25-18, 25-16, 25-20               |
| 24ª giornata - 23 febbraio 2025 PalaCampanara, Pesaro        | Megavolley   | 2 - 3 | Pro Victoria         | 21-25, 25-23, 14-25, 25-12, 12-15 |
| 25ª giornata - 26 febbraio 2025 Arena di Monza, Monza        | Pro Victoria | 3 - 2 | Savino Del Bene      | 25-22, 19-25, 25-21, 21-25, 15-11 |
| 26ª giornata - 1º marzo 2025 PalaGianniAsti, Torino          | Chieri '76   | 1 - 3 | Pro Victoria         | 18-25, 26-24, 20-25, 17-25        |

#### Play-off scudetto
| Quarti di finale (gara 1) - 9 marzo 2025 Palalido, Milano          | Pro Victoria    | 3 - 0 | Megavolley      | 25-22, 25-16, 25-16               |
| Quarti di finale (gara 2) - 16 marzo 2025 Vitrifrigo Arena, Pesaro | Megavolley      | 2 - 3 | Pro Victoria    | 16-25, 25-20, 25-18, 16-25, 12-15 |
| Semifinali (gara 1) - 23 marzo 2025 Palalido, Milano               | Pro Victoria    | 3 - 0 | Savino Del Bene | 25-19, 25-22, 25-21               |
| Semifinali (gara 2) - 30 marzo 2025 PalaWanny, Firenze             | Savino Del Bene | 2 - 3 | Pro Victoria    | 23-25, 23-25, 25-23, 25-20, 13-15 |
| Semifinali (gara 3) - 6 aprile 2025 Palalido, Milano               | Pro Victoria    | 3 - 1 | Savino Del Bene | 16-25, 25-22, 25-22, 25-17        |
| Finale (gara 1) - 16 aprile 2025 PalaVerde, Villorba               | Imoco           | 3 - 1 | Pro Victoria    | 25-17, 24-26, 25-21, 25-13        |
| Finale (gara 2) - 19 aprile 2025 Forum di Milano, Assago           | Pro Victoria    | 0 - 3 | Imoco           | 22-25, 20-25, 18-25               |
| Finale (gara 3) - 22 aprile 2025 PalaVerde, Villorba               | Imoco           | 3 - 0 | Pro Victoria    | 25-22, 25-20, 25-21               |

### Coppa Italia
| Quarti di finale - 29 dicembre 2024 Arena di Monza, Monza      | Pro Victoria    | 3 - 0 | Chieri '76   | 25-21, 25-20, 25-21               |
| Semifinali - 8 febbraio 2025 Unipol Arena, Casalecchio di Reno | Savino Del Bene | 2 - 3 | Pro Victoria | 21-25, 25-19, 23-25, 25-19, 12-15 |
| Finale - 9 febbraio 2025 Unipol Arena, Casalecchio di Reno     | Imoco           | 3 - 0 | Pro Victoria | 37-35, 25-20, 25-20               |

### Supercoppa italiana
| Finale - 28 settembre 2024 Palazzo dello Sport, Roma | Imoco | 3 - 2 | Pro Victoria | 20-25, 25-16, 21-25, 25-23, 15-11 |

### Campionato mondiale per club

#### Fase a gironi
| 1ª giornata - 17 dicembre 2024 Yellow Dragon Sports Center, Hangzhou | Minas        | 0 - 3 | Pro Victoria | 17-25, 22-25, 25-27 |
| 2ª giornata - 18 dicembre 2024 Yellow Dragon Sports Center, Hangzhou | Tianjin      | 3 - 0 | Pro Victoria | 25-21, 25-22, 25-23 |
| 3ª giornata - 19 dicembre 2024 Yellow Dragon Sports Center, Hangzhou | Pro Victoria | 3 - 0 | Zamalek      | 25-9, 25-13, 25-18  |

#### Fase a eliminazione diretta
| Semifinali - 21 dicembre 2024 Yellow Dragon Sports Center, Hangzhou      | Imoco       | 3 - 0 | Pro Victoria | 25-23, 25-14, 25-23 |
| Finale 3º posto - 22 dicembre 2024 Yellow Dragon Sports Center, Hangzhou | Praia Clube | 0 - 3 | Pro Victoria | 23-25, 16-25, 13-25 |

### Champions League

#### Fase a gironi
| 1ª giornata - 7 novembre 2024 Arena di Monza, Monza            | Pro Victoria | 3 - 0 | Porto        | 25-15, 27-25, 25-17        |
| 2ª giornata - 12 novembre 2024 Hala Tivoli, Lubiana            | Kamnik       | 0 - 3 | Pro Victoria | 8-25, 14-25, 17-25         |
| 3ª giornata - 28 novembre 2024 VakıfBank Spor Sarayı, Istanbul | VakıfBank    | 3 - 0 | Pro Victoria | 25-19, 25-18, 25-17        |
| 4ª giornata - 11 dicembre 2024 Arena di Monza, Monza           | Pro Victoria | 3 - 0 | Kamnik       | 25-15, 25-11, 25-13        |
| 5ª giornata - 8 gennaio 2025 Dragão Caixa, Porto               | Porto        | 0 - 3 | Pro Victoria | 13-25, 24-26, 16-25        |
| 6ª giornata - 22 gennaio 2025 Palalido, Milano                 | Pro Victoria | 3 - 1 | VakıfBank    | 25-21, 16-25, 25-22, 25-19 |

#### Fase a eliminazione diretta
| Play-off (andata) - 5 febbraio 2025 ARENA Schwerin, Schwerin                  | Schweriner   | 0 - 3 | Pro Victoria | 14-25, 23-25, 16-25        |
| Play-off (ritorno) - 20 febbraio 2025 Arena di Monza, Monza                   | Pro Victoria | 3 - 0 | Schweriner   | 25-18, 25-21, 26-24        |
| Quarti di finale (andata) - 4 marzo 2025 Palalido, Milano                     | Pro Victoria | 3 - 0 | Eczacıbaşı   | 25-18, 25-23, 25-14        |
| Quarti di finale (ritorno) - 13 marzo 2025 Burhan Felek Spor Salonu, Istanbul | Eczacıbaşı   | 0 - 3 | Pro Victoria | 24-26, 24-26, 21-25        |
| Semifinali - 3 maggio 2025 Ülker Sports Arena, Istanbul                       | Pro Victoria | 1 - 3 | Imoco        | 21-25, 25-20, 17-25, 23-25 |
| Finale 3º posto - 4 maggio 2025 Ülker Sports Arena, Istanbul                  | Pro Victoria | 3 - 1 | VakıfBank    | 25-15, 25-19, 23-25, 25-18 |

## Statistiche

### Statistiche di squadra
| Competizione                 | Punti | In casa | In casa | In casa | In trasferta | In trasferta | In trasferta | Totale | Totale | Totale |
| Competizione                 | Punti | G       | V       | P       | G            | V            | P            | G      | V      | P      |
| ---------------------------- | ----- | ------- | ------- | ------- | ------------ | ------------ | ------------ | ------ | ------ | ------ |
| Serie A1                     | 60    | 17      | 14      | 3       | 17           | 12           | 5            | 34     | 26     | 8      |
| Coppa Italia                 | -     | 1       | 1       | 0       | 0            | 0            | 0            | 3      | 2      | 1      |
| Supercoppa italiana          | -     | -       | -       | -       | -            | -            | -            | 1      | 0      | 1      |
| Campionato mondiale per club | 6     | -       | -       | -       | -            | -            | -            | 5      | 3      | 2      |
| Champions League             | 15    | 5       | 5       | 0       | 5            | 4            | 1            | 12     | 10     | 2      |
| Totale                       | -     | 23      | 20      | 3       | 22           | 16           | 6            | 55     | 41     | 14     |

G = partite giocate; V = partite vinte; P = partite perse

### Statistiche dei giocatori
| Giocatore         | Serie A1 | Serie A1 | Serie A1 | Serie A1 | Serie A1 | Coppa Italia | Coppa Italia | Coppa Italia | Coppa Italia | Coppa Italia | Supercoppa italiana | Supercoppa italiana | Supercoppa italiana | Supercoppa italiana | Supercoppa italiana | Campionato mondiale per club | Campionato mondiale per club | Campionato mondiale per club | Campionato mondiale per club | Campionato mondiale per club | Champions League | Champions League | Champions League | Champions League | Champions League | Totale | Totale | Totale | Totale | Totale |
| Giocatore         | P        | PT       | AV       | MV       | BV       | P            | PT           | AV           | MV           | BV           | P                   | PT                  | AV                  | MV                  | BV                  | P                            | PT                           | AV                           | MV                           | BV                           | P                | PT               | AV               | MV               | BV               | P      | PT     | AV     | MV     | BV     |
| ----------------- | -------- | -------- | -------- | -------- | -------- | ------------ | ------------ | ------------ | ------------ | ------------ | ------------------- | ------------------- | ------------------- | ------------------- | ------------------- | ---------------------------- | ---------------------------- | ---------------------------- | ---------------------------- | ---------------------------- | ---------------- | ---------------- | ---------------- | ---------------- | ---------------- | ------ | ------ | ------ | ------ | ------ |
| H. Cazaute        | 33       | 173      | 155      | 7        | 11       | 2            | 6            | 6            | 0            | 0            | 1                   | 17                  | 13                  | 2                   | 2                   | 5                            | 23                           | 15                           | 3                            | 5                            | 12               | 79               | 70               | 3                | 6                | 53     | 298    | 259    | 15     | 24     |
| N. Daalderop      | 33       | 389      | 328      | 45       | 16       | 3            | 27           | 27           | 0            | 0            | 1                   | 19                  | 17                  | 1                   | 1                   | 5                            | 25                           | 22                           | 1                            | 2                            | 11               | 111              | 95               | 10               | 6                | 53     | 571    | 489    | 57     | 25     |
| A. Danesi         | 31       | 296      | 180      | 100      | 16       | 3            | 25           | 16           | 7            | 2            | 1                   | 5                   | 3                   | 0                   | 2                   | 4                            | 28                           | 18                           | 10                           | 0                            | 7                | 65               | 37               | 21               | 7                | 46     | 419    | 254    | 138    | 27     |
| P. Egonu          | 27       | 557      | 483      | 46       | 28       | 3            | 70           | 62           | 5            | 3            | -                   | -                   | -                   | -                   | -                   | 5                            | 89                           | 69                           | 13                           | 7                            | 11               | 157              | 134              | 17               | 6                | 46     | 873    | 748    | 81     | 44     |
| S. Fukudome       | 24       | 0        | 0        | 0        | 0        | 1            | 0            | 0            | 0            | 0            | 1                   | 0                   | 0                   | 0                   | 0                   | 4                            | 0                            | 0                            | 0                            | 0                            | 5                | 0                | 0                | 0                | 0                | 35     | 0      | 0      | 0      | 0      |
| J. Gelin          | 23       | 0        | 0        | 0        | 0        | 2            | 0            | 0            | 0            | 0            | 0                   | 0                   | 0                   | 0                   | 0                   | 2                            | 0                            | 0                            | 0                            | 0                            | 9                | 0                | 0                | 0                | 0                | 36     | 0      | 0      | 0      | 0      |
| A. Guerra         | 5        | 2        | 2        | 0        | 0        | -            | -            | -            | -            | -            | 1                   | 0                   | 0                   | 0                   | 0                   | -                            | -                            | -                            | -                            | -                            | 2                | 9                | 7                | 2                | 0                | 8      | 11     | 9      | 2      | 0      |
| L. Guidi          | 10       | 3        | 0        | 2        | 1        | 1            | 0            | 0            | 0            | 0            | 0                   | 0                   | 0                   | 0                   | 0                   | 1                            | 2                            | 1                            | 0                            | 1                            | 6                | 4                | 1                | 2                | 1                | 18     | 9      | 2      | 4      | 3      |
| L. Heyrman        | 21       | 115      | 85       | 29       | 1        | 2            | 8            | 4            | 4            | 0            | 1                   | 13                  | 8                   | 5                   | 0                   | 1                            | 8                            | 4                            | 3                            | 1                            | 8                | 39               | 22               | 14               | 3                | 33     | 183    | 123    | 55     | 5      |
| L. Kōnstantinidou | 30       | 21       | 6        | 9        | 6        | 3            | 0            | 0            | 0            | 0            | 1                   | 1                   | 0                   | 0                   | 1                   | 4                            | 3                            | 1                            | 0                            | 2                            | 12               | 7                | 1                | 2                | 4                | 50     | 32     | 8      | 11     | 13     |
| H. Kurtagić       | 31       | 208      | 91       | 101      | 16       | 3            | 8            | 3            | 3            | 2            | 1                   | 0                   | 0                   | 0                   | 0                   | 5                            | 39                           | 17                           | 19                           | 3                            | 12               | 85               | 44               | 25               | 16               | 52     | 340    | 155    | 148    | 37     |
| R. Marinova       | 6        | 19       | 18       | 1        | 0        | 1            | 0            | 0            | 0            | 0            | 1                   | 0                   | 0                   | 0                   | 0                   | 1                            | 8                            | 8                            | 0                            | 0                            | 3                | 11               | 9                | 0                | 2                | 12     | 38     | 35     | 1      | 2      |
| A. Orro           | 29       | 121      | 69       | 23       | 29       | 3            | 15           | 8            | 4            | 3            | 1                   | 3                   | 0                   | 1                   | 2                   | 4                            | 9                            | 3                            | 1                            | 5                            | 10               | 47               | 23               | 9                | 15               | 47     | 195    | 103    | 38     | 54     |
| E. Pietrini       | 14       | 31       | 25       | 4        | 2        | 2            | 2            | 2            | 0            | 0            | 0                   | 0                   | 0                   | 0                   | 0                   | 2                            | 5                            | 2                            | 0                            | 3                            | 5                | 11               | 9                | 0                | 2                | 23     | 49     | 38     | 4      | 7      |
| A. Smrek          | 15       | 8        | 6        | 2        | 0        | 2            | 1            | 1            | 0            | 0            | -                   | -                   | -                   | -                   | -                   | -                            | -                            | -                            | -                            | -                            | 8                | 26               | 22               | 4                | 0                | 25     | 35     | 29     | 6      | 0      |
| M. Sylla          | 34       | 390      | 333      | 39       | 18       | 3            | 32           | 26           | 4            | 2            | 1                   | 24                  | 22                  | 2                   | 0                   | 5                            | 32                           | 27                           | 2                            | 3                            | 12               | 94               | 83               | 6                | 5                | 55     | 572    | 491    | 53     | 28     |

P = presenze; PT = punti totali; AV = attacchi vincenti; MV = muri vincenti; BV = battute vincenti